# Політичні партії України
Політичні партії України — політичні партії, які зареєстровані згідно з Законом України «Про політичні партії в Україні».
Політична партія — це особливе добровільне об'єднання громадян — прихильників певної загальнонаціональної програми суспільного розвитку, що має своєю метою сприяння формуванню і вираженню політичної волі громадян, бере участь у виборах та інших політичних заходах.

## Огляд
Україна має багатопартійну систему, і на 1 січня 2022 року в Україні офіційно зареєстровані 370 політичних партій. На виборах до Верховної Ради у 2019 році брали участь 22 політичних партій, 5 з яких стали парламентськими. За результатами виборів, до Верховної Ради IX скликання за партійними списками пройшли п'ять політичних партій: «Слуга народу» — 43,16 %, «Опозиційна платформа — За життя» — 13,05 %, ВО «Батьківщина» — 8,18 %, «Європейська солідарність» — 8,10 %, «Голос» — 5,82 %.
У Верховній Раді представлені 5 партій, кандидати від яких пройшли в загальнодержавному багатомандатному та одномандатних виборчих округах, а також 22 самовисуванців.
Через високу чисельність політичні партії нечасто мають шанс отримати владу поодинці, тому раніше вони утворювали блоки для участі на виборах. 17 листопада 2011 року український парламент схвалив закон про вибори, що заборонив участь блоків політичних партій на парламентських виборах. Довіра українського суспільства до політичних партій стабільно низька. Для сучасних українських партій цивілізаційні та геостратегічні орієнтації грають важливішу роль, ніж економічні та соціально-політичні програми, що зумовило появу чіткого поділу партій на проросійської та прозахідної (проєвропейської) спрямованості.

## Правова база
Реєстрацію партій здійснює Міністерство юстиції України, для реєстрації необхідно забезпечити збір підписів не менше 10 тисяч громадян України, які відповідно до Конституції України мають право голосу на виборах, зібраними не менш як у двох третинах районів не менш як двох третин областей України. За державну реєстрацію політичної партії необхідно сплатити адміністративний збір у розмірі 140 прожиткових мінімумів для працездатних осіб — станом на січень 2020 року це 317 800 грн. Партія створюється групою громадян України у складі не менш як 100 осіб. Протягом шести місяців з дня реєстрації партія забезпечує утворення та реєстрацію своїх обласних організацій у не менш як у чотирнадцяти адміністративно-територіальних одиницях України.
Утворення і діяльність політичних партій забороняється, якщо їх програмні цілі або дії спрямовані на:
- ліквідацію незалежності України;
- зміну конституційного ладу насильницьким шляхом;
- порушення суверенітету і територіальної цілісності України;
- підрив безпеки держави;
- незаконне захоплення державної влади;
- пропаганду війни, насильства, розпалювання міжетнічної, расової чи релігійної ворожнечі;
- посягання на права і свободи людини;
- посягання на здоров'я населення;
- пропаганду комуністичного та/або націонал-соціалістичного (нацистського) тоталітарних режимів та їх символіки.

Політичні партії не можуть мати воєнізованих формувань. Діяльність політичної партії може бути заборонена лише за рішенням суду.

## Основні партії та політичні табори
З моменту проголошення незалежності в українському парламенті існують два основні рухи:
- Прозахідні та проєвропейські, здебільшого, ліберальні націонал-демократи[10][8] які час від часу представляли окремі політики із націоналістичним минулим (наприклад Андрій Шкіль, Андрій Парубій та Левко Лук'яненко).
- Проросійська, латентно євроскептична, часто антиамериканська та частково антиліберальна група партій, в якій у 1990-х роках домінувала Комуністична партія України, а згодом Партія регіонів (з кінця 2000-х років до розпаду партії незабаром після Революції гідності 2014 року).[11][12][13]

Перший рух (згаданий вище) має підтримку переважно від виборців з заходу та центру; другий — з сходу та півдня України.
| Слуга народу Європейська Солідарність ВО «Батьківщина» Голос Радикальна партія Олега Ляшка Сила і честь Українська стратегія Гройсмана Громадянська позиція УДАР Віталія Кличка Самопоміч | Опозиційна платформа — За життя (заборонено) Наш край Опозиційний блок (заборонено) Партія Шарія (заборонено) Наші (заборонено) | Пропозиція Блок Кернеса — Успішний Харків Довіряй ділам ВО «Черкащани» Блок Світличної «Разом!» Рідне місто Рідне Закарпаття Рідний дім Біла Церква разом | За майбутнє Довіра |

## Ідеологія
Українські партії, як правило, не мають чіткої ідеології, а містять різні політичні групи з різними ідеологічними поглядами. На відміну від західних політиків, цивілізаційні та геостратегічні орієнтації відіграють важливішу роль, ніж економічні та соціально-політичні програми партій. Це призвело до коаліційних урядів, що було б незвично з точки зору Заходу; наприклад: уряд Азарова, до складу якого входила «Партія регіонів» з фінансовою підтримкою деяких українських олігархів та Комуністична партія України. Також соціал-демократична «Батьківщина» та економічно ліберальна «Європейська партія України» у складі Другого уряду Тимошенко.

## Зареєстровані партії
За реєстром політичних партій Міністерства юстиції України станом на 1 січня 2022 року зареєстровані та досі діють наступні партії. Жирним шрифтом виділено парламентські партії у Верховній Раді IX скликання. Сірим кольором виділені партії, які не брали участі в останніх парламентських, місцевих, президентських виборах.
| №   | Дата реєстрації   | Логотип                                       | Повне найменування                                                                                              | Попередні назви | Керівник                    | Юридична адреса                                                                        | Код ЄДРПОУ |
| --- | ----------------- | --------------------------------------------- | --- | --- | --------------------------- | -------------------------------------------------------------------------------------- | ---------- |
| 1   | 5 листопада 1990  |                                               | Республіканська платформа                                                                                       | Українська республіканська партія «Собор», Українська республіканська партія                                                                             | Олег Павлишин               | Київ, вул. Кирилівська, 63-Д                                                           | 00049153   |
| 2   | 24 травня 1991    |                                               | Партія Зелених України                                                                                          | | Віталій Кононов             | Київ, вул. Малопідвальна, 12/10, кв. 15                                                | 00047728   |
| 3   | 28 червня 1991    |                                               | Демократична партія України                                                                                     | | Світлана Костюк             | Київ, вул. Саксаганського, 133-А                                                       | 00049963   |
| 4   | 10 жовтня 1991    |                                               | Ліберальна партія України                                                                                       | | Петро Циганко               | Київ, вул. Велика Васильківська, 81, кв. 20                                            | 00044351   |
| 5   | 25 листопада 1991 |                                               | Соціалістична партія України                                                                                    | | Віктор Заїка                | Київ, вул. Бажова, 12                                                                  | 00011305   |
| 6   | 3 березня 1992    |                                               | Селянська партія України                                                                                        | | Зеновій Холоднюк            | Київ, вул. Чигоріна, 59                                                                | 00062294   |
| 7   | 17 липня 1992     |                                               | Ліберально-демократична партія України                                                                          | Ліберально-демократична партія України «Захищена особистість. Приватне — понад усе!»                                                                     | Яків Гольденберг            | Київ, вул. Братиславська, 40, кв. 110                                                  | 00061119   |
| 8   | 30 жовтня 1992    |                                               | Справжні дії | Українська національна консервативна партія | Сергій Данилов              | Запоріжжя, вул. Мінська, 5                                                             | 00041430   |
| 9   | 23 листопада 1992 |                                               | Всеукраїнське об'єднання «Черкащани»                                                                            | Християнсько-демократична партія України | Анатолій Семинога           | Київ, вул. Січових Стрільців, 81, оф. 1                                                | 00041789   |
| 10  | 26 січня 1993     |                                               | Конгрес Українських Націоналістів                                                                               | | Степан Брацюнь              | Київ, вул. Хрещатик, 21, прим. 111                                                     | 00042458   |
| 11  | 1 лютого 1993     |                                               | Народний рух України                                                                                            | | Андрій Корнат               | Київ, вул. О. Гончара, 33                                                              | 00013209   |
| 12  | 9 лютого 1993     |                                               | Партія ветеранів Афганістану                                                                                    | Українська партія справедливості - союз ветеранів, інвалідів, чорнобильців, афганців                                                                     | Сергій Червонописький       | Київ, Львівська пл., 8                                                                 | 38202008   |
| 13  | 4 березня 1993    |                                               | Соціал-демократична партія України                                                                              | Об'єднана соціал-демократична партія України | Юрій Буздуган               | Київ, вул. Панаса Мирного, 27, кв. 50                                                  | 00013563   |
| 14  | 14 травня 1993    |                                               | Акцент | Віче | Ірина Мельник               | Київ, вул. Щербаківського, 61-Б, кв. 19                                                | 00044345   |
| 15  | 21 травня 1993    |                                               | Країна | Партія відродження села | Віталій Скоцик              | Київ, вул. Микільсько-Слобідська, 2-Б, кв. 61                                          | 00045155   |
| 16  | 10 червня 1993    |                                               | Слов'янська партія                                                                                              | Громадянський конгрес України | Олександр Лузан             | Донецьк, вул. Постишева, 70                                                            | 00061510   |
| 17  | 17 листопада 1993 |                                               | Організація українських націоналістів                                                                           | | Невідомо                    | Київ, вул. Гоголівська, 39-А                                                           | Невідомо   |
| 18  | 22 березня 1994   |                                               | Всеукраїнське об'єднання «Громада»                                                                              | | Павло Лазаренко             | Київ, пров. Лабораторний, 1                                                            | 00062923   |
| 19  | 22 грудня 1994    |                                               | Народно-Демократична партія патріотів України                                                                   | Ліберально-демократична партія патріотів України; Партія Реабілітації Народу України; Партія реабілітації тяжкохворих України                            | (в. о.) Леонід Тімошков     | Київ, вул. Інститутська, 22/7, кв. 34                                                  | 20062026   |
| 20  | 16 жовтня 1995    |                                               | Всеукраїнське об'єднання «Свобода»                                                                              | Соціал-національна партія України | Олег Тягнибок               | Київ, вул. Вишняківська, 6-А, кв. 70                                                   | 00013215   |
| 21  | 25 січня 1996     |                                               | Всеукраїнське об'єднання «Демократи (Демократична партія)»                                                      | Партія національно-економічного розвитку України | Дмитро Вершинін             | Київ, вул. Новодарницька, 6, кв. 53                                                    | 00013285   |
| 22  | 30 травня 1996    |                                               | Народно-демократична партія (НДП)                                                                               | | Людмила Супрун              | Київ, вул. Антоновича, 107-А                                                           | 00013267   |
| 23  | 1 липня 1996      |                                               | Соціал-демократична партія України (об'єднана)                                                                  | | Юрій Говоруха               | Київ, вул. І. Франка, 18                                                               | 00042636   |
| 24  | 9 липня 1996      |                                               | Прогресивна соціалістична партія України                                                                        | | Наталія Вітренко            | Київ, вул. Панаса Мирного, 27, кв. 51                                                  | 00013497   |
| 25  | 30 грудня 1996    |                                               | Народна Партія                                                                                                  | Народна аграрна партія України, Аграрна партія України                                                                                                   | Володимир Литвин            | Київ, вул. Рейтарська, 6-А                                                             | 00013557   |
| 26  | 21 березня 1997   |                                               | Жінки України                                                                                                   | | Любов Богаченко             | Київ, вул. М. Бойчука, 3, кв. 3                                                        | 20076886   |
| 27  | 27 березня 1997   |                                               | Християнсько-Демократичний Союз                                                                                 | | Петро-Андрій Власійчук      | Київ, вул. Б. Хмельницького, 3-А                                                       | 21656874   |
| 28  | 11 червня 1997    |                                               | Союз | | Лев Миримський (помер 2017) | Київ, вул. Почайнинська, 28-А                                                          | 20077521   |
| 29  | 11 червня 1997    |                                               | Справжня Україна                                                                                                | | Мирослав Якібчук            | Київ, бул. Дружби Народів, 5                                                           | 21657394   |
| 30  | 7 липня 1997      |                                               | Партія захисників Вітчизни                                                                                      | | Юрій Кармазін               | Київ, вул. Московська, 7                                                               | 20073283   |
| 31  | 24 липня 1997     |                                               | Республіканська Християнська партія                                                                             | | Микола Поровський           | Київ, вул. Шовковична, 29, кв. 16                                                      | 21666654   |
| 32  | 29 грудня 1997    |                                               | Правий сектор                                                                                                   | Українська Національна Асамблея | Андрій Тарасенко            | Київ, вул. В. Касіяна, 2а, кв. 21                                                      | 00013066   |
| 33  | 24 жовтня 1997    |                                               | Реформи і порядок                                                                                               | | Олександр Малюк             | Київ, вул. Інститутська, 28                                                            | 21668357   |
| 34  | 6 листопада 1997  |                                               | Партія регіонів                                                                                                 | Партія регіонального відродження України | Ігор Чичасов                | Київ, вул. Кудрявська, 3/5                                                             | 20073933   |
| 35  | 19 січня 1998     |                                               | Мрія | Партія «Народний блок» | Сергій Кравчук              | Київ, вул.Ділова, 5                                                                    | 20078978   |
| 36  | 20 січня 1998     |                                               | За Права Людини                                                                                                 | | Володимир Тарасов           | Київ, вул. Вишняківська, 9, кв. 159                                                    | 20078837   |
| 37  | 30 вересня 1998   |                                               | Русь | | Денис Шевчук                | Чернігівська обл., смт. Любеч, вул. Преображенська, 22                                 | 21710065   |
| 38  | 20 жовтня 1998    |                                               | Справедливості та розвитку                                                                                      | Всеукраїнська Чорнобильська Народна партія «За добробут та соціальний захист народу»                                                                     | Олексій Шевченко            | Київ, вул. Чигоріна, 18                                                                | 20078843   |
| 39  | 12 грудня 1998    |                                               | Україна — Вперед!                                                                                               | Партія Наталії Королевської «Україна — Вперед!», Українська соціал-демократична партія                                                                   | Валерія Солод               | Київ, вул. Антоновича, 154                                                             | 21707844   |
| 40  | 31 грудня 1998    |                                               | Патріотична партія України (ППУ)                                                                                | | Микола Габер                | Київ, вул. Шолом-Алейхема, 6, кв.148                                                   | 21676167   |
| 41  | 4 січня 1999      |                                               | Політична партія малого і середнього бізнесу України                                                            | | Валерія Курілайтене         | Київ, вул. Д. Маккейна, 20-А, кв.4                                                     | 21707318   |
| 42  | 11 січня 1999     |                                               | Держава | | Дмитро Василець             | Київ, вул. Г. Сковороди, 17-в                                                          | 21703036   |
| 43  | 26 січня 1999     |                                               | Довіряй ділам                                                                                                   | Селянська Україна, Комуністична партія трудящих | Олег Бриндак                | Одеса, вул. Транспортна, 10, кв. 12                                                    | 21676138   |
| 44  | 30 березня 1999   |                                               | Громадська сила                                                                                                 | Соціал-демократичний союз | Олексій Пермяков            | Дніпро, вул. Барикадна, 15-А, поверх 5                                                 | 21707382   |
| 45  | 30 квітня 1999    |                                               | Всеукраїнське політичне об'єднання «Єдина родина»                                                               | ВПО «Україна – Єдина Країна», ВПО «Єдина родина» | Олександр Ржавський         | Київ, просп. Павла Тичини, 10, кв.96                                                   | 21710562   |
| 46  | 20 травня 1999    |                                               | Порядок. Відповідальність. Справедливість                                                                       | Новий час, Ліберальна Україна | Андрій Свищ                 | Київ, вул. Богомольця, 7/14, прим. 182                                                 | 21708542   |
| 47  | 9 липня 1999      |                                               | Молода Україна                                                                                                  | | Анатолій Коноваленко        | Київ, вул. Хрещатик, 10-а                                                              | 21709168   |
| 48  | 3 вересня 1999    |                                               | Молодіжна партія України                                                                                        | Організація політичного розвитку – Молодіжна партія України                                                                                              | Ганна Тенетко               | Київ, вул. Шулявська, 15/23, кв. 124                                                   | 21709748   |
| 49  | 16 вересня 1999   |                                               | Всеукраїнське об'єднання «Батьківщина»                                                                          | | Юлія Тимошенко              | Київ, вул. Турівська, 15                                                               | 20069956   |
| 50  | 24 вересня 1999   |                                               | Команда Андрія Балоги                                                                                           | Єдиний Центр, Партія Приватної Власності | Андрій Балога               | Київ, вул. Ярославська, 56-А                                                           | 21708140   |
| 51  | 2 листопада 1999  |                                               | Партія Вільних демократів                                                                                       | Яблуко | Олександр Згіблов           | Черкаси, вул. Юрія Іллєнка, 27                                                         | 21708217   |
| 52  | 11 листопада 1999 |                                               | Партія Пенсіонерів України                                                                                      | | Микола Кукуріка             | Одеса, вул. Балківська, 14                                                             | 21710421   |
| 53  | 3 грудня 1999     |                                               | Опозиційна платформа — За життя                                                                                 | За життя, Всеукраїнське обʼєднання «Центр» | Юрій Бойко                  | Київ, вул. Москворецька, 13                                                            | 21709375   |
| 54  | 13 грудня 1999    |                                               | Партія Сергія Суханова                                                                                          | Родина, Прогресивно-демократична партія України | Сергій Суханов              | Дніпро, вул. 20 років Перемоги, 8, кв. 19                                              | 21707761   |
| 55  | 23 грудня 1999    |                                               | Солідарність жінок України                                                                                      | | Марина Петросянц            | Дніпро, просп. Олександра Поля, 72, кв.1                                               | 21710007   |
| 56  | 16 грудня 1999    |                                               | Всеукраїнська партія «Нова Сила»                                                                                | | Юрій Збітнєв                | Київ, вул. Павлівська, 18, кв.100                                                      | 21709406   |
| 57  | 31 грудня 1999    |                                               | Українська Народна Партія                                                                                       | | Олександр Клименко          | Київ, вул. Пушкінська, 28-а                                                            | 21710533   |
| 58  | 1 лютого 2000     |                                               | Народна партія вкладників та соціального захисту                                                                | | Владислав Кривобоков        | Луганськ, квартал Волкова, 2-а                                                         | 25061675   |
| 59  | 4 лютого 2000     |                                               | Єдність Олександра Омельченка                                                                                   | Українська партія «Єдність» | Олександр Омельченко        | Київ, вул. Пушкінська, 32-А                                                            | 21714672   |
| 60  | 20 квітня 2000    |                                               | Партія промисловців і підприємців України                                                                       | | Анатолій Кінах              | Київ, вул. Ш. Руставелі, 11                                                            | 21715677   |
| 61  | 4 травня 2000     |                                               | За Україну! | Партія Соціального Захисту | Юрій Палієв                 | Київ, вул. Івана Пулюя, 5                                                              | 21715973   |
| 62  | 5 травня 2000     |                                               | Європейська Солідарність                                                                                        | Блок Петра Порошенка «Солідарність», Солідарність, Всеукраїнська партія Миру і Єдності, Національний альянс свободи та українського патріотизму «НАСТУП» | Петро Порошенко             | Київ, вул. Електриків, 29-А                                                            | 21715714   |
| 63  | 18 травня 2000    |                                               | Справедливість                                                                                                  | | Станіслав Ніколаєнко        | Київ, вул. Вербицького, 4а, оф. 184                                                    | 21716145   |
| 64  | 23 серпня 2000    |                                               | Всеукраїнська партія Народної Довіри                                                                            | | Андрій Азаров               | Київ, вул. В. Липинського, 2/16                                                        | 25256143   |
| 65  | 1 вересня 2000    |                                               | Національно-демократичне об'єднання «Україна»                                                                   | | Григорій Кузьмич            | Київ, вул. Архітектора Ніколаєва, 15, кв. 62                                           | 25883130   |
| 66  | 21 червня 2000    |                                               | Трудова Україна                                                                                                 | | Володимир Сопельник         | Київ, вул. Січових Стрільців, 77                                                       | 21679835   |
| 67  | 22 грудня 2000    |                                               | Народний рух України за єдність (не перебуває в процесі припинення, свідоцтво про державну реєстрацію недійсне) | | Керівник відсутній          | Київська обл., Березань, вул. Шевченків Шлях, 148                                      | 26078904   |
| 68  | 29 грудня 2000    |                                               | Українська політична партія «Християнський рух»                                                                 | | Тамара Звягінцева           | Київ, вул. Васильківська, 47, к. 1, кв. 2                                              | Невідомо   |
| 69  | 14 лютого 2001    |                                               | Нова політика                                                                                                   | | Володимир Семиноженко       | Київ, пров. Музейний, 10, 9 поверх                                                     | 21693906   |
| 70  | 20 березня 2001   |                                               | Зелена екологічна партія України «Райдуга»                                                                      | Екологічна партія України «Захист» | Михайло Гуцол               | Київ, пр. Перемоги, 15                                                                 | 25959235   |
| 71  | 27 березня 2001   |                                               | Українська морська партія Сергія Ківалова                                                                       | | Сергій Ківалов              | Одеса, Фонтанська дорога, 33                                                           | 25997431   |
| 72  | 30 березня 2001   |                                               | «Жінки за майбутнє» Всеукраїнське політичне об'єднання                                                          | Жіноча Демократична партія | Валентина Довженко          | Київ, вул. Інститутська, 22/7, оф. 93                                                  | 21721653   |
| 73  | 30 березня 2001   |                                               | Всеукраїнська партія духовності і патріотизму                                                                   | | Валерій Приходько           | Київ, вул. Мала Житомирська, 11, оф. 5а                                                | 21721873   |
| 74  | 1 серпня 2001     |                                               | 25 | Вітчизна | Костянтин Івахнюк           | Київ, вул. Старонаводницька, 4-а, пом. 24                                              | 26059509   |
| 75  | 11 грудня 2002    |                                               | Соціально-екологічна партія «Союз. Чорнобиль. Україна.»                                                         | | Григорій Демченко           | Київ, вул. В. Винниченка, 3                                                            | 26296630   |
| 76  | 28 грудня 2002    |                                               | Союз анархістів України                                                                                         | | Вячеслав Азаров             | Одеса, пров. Шухевича, 5, кв. 5                                                        | 26343565   |
| 77  | 5 червня 2003     |                                               | Русь Єдина | Партія політики Путіна, Слов'янський народно-патріотичний союз                                                                                           | Олексій Ременюк             | Київ, вул. Маршала Якубовського, 8                                                     | 26385090   |
| 78  | 7 листопада 2003  |                                               | Всеукраїнська політична партія — Екологія та Соціальний захист                                                  | | Сергій Балюк                | Київ, Харківське шосе, 160                                                             | 26438857   |
| 79  | 15 червня 2004    |                                               | Відродження | | Людмила Кошара              | Київ, пров. Музейний, 10, поверх 4                                                     | 26560280   |
| 80  | 7 липня 2004      |                                               | Український дім                                                                                                 | Соціально-християнська партія | Юрій Стельмащук             | Київ, просп. Р. Шухевича, 87Б                                                          | 32985480   |
| 81  | 5 серпня 2004     |                                               | Всеукраїнська політична партія «Братство»                                                                       | | Дмитро Корчинський          | Київ, вул. Черняхівського, 36                                                          | 33105589   |
| 82  | 13 жовтня 2004    |                                               | Основа | Громадянин, Партія державного нейтралітету України | Дмитро Толстошеєв           | Київ, вул. Борисоглібська, 6-Б                                                         | 33146358   |
| 83  | 23 грудня 2004    |                                               | Соціалістична Україна                                                                                           | Народний вибір | Володимир Гошовський        | Київ, вул. Бажова, 9                                                                   | 33291360   |
| 84  | 29 грудня 2004    |                                               | Сила і честь | Партія свободи | Ігор Смешко                 | Київ, вул. Курганівська, 3А, оф.115                                                    | 33308363   |
| 85  | 30 січня 2005     |                                               | Українці Разом                                                                                                  | Третя сила | Руслан Руденко              | Київ, вул. Німецька, 5                                                                 | 33295936   |
| 86  | 16 лютого 2005    |                                               | Енергія | Наш Дім Україна | Ярослава Монахова           | Київ, вул. Московська, 32/2                                                            | 33451725   |
| 87  | 17 лютого 2005    |                                               | «КМКС» Партія угорців України                                                                                   | | Василь Брензович            | Ужгород, Православна набережна, 5                                                      | 33438054   |
| 88  | 25 лютого 2005    |                                               | Еко партія Берези                                                                                               | Народна екологічна партія | Борислав Береза             | Київ, вул. Прорізна, 12-А                                                              | 33406897   |
| 89  | 11 березня 2005   |                                               | Республіканська Партія України                                                                                  | | Олег Рафальський            | Київ, вул. Велика Васильківська, 64                                                    | 33397893   |
| 90  | 14 березня 2005   |                                               | УДАР (Український Демократичний Альянс за Реформи) Віталія Кличка                                               | Нова країна, Європейська столиця | Віталій Кличко              | Київ, вул. Ярославів Вал, 8Б                                                           | 33547558   |
| 91  | 14 березня 2005   |                                               | Нова демократія                                                                                                 | | Лідія Шевченко              | Київ, бульвар Лесі Українки, 13, кв. 16                                                | 33400811   |
| 92  | 18 березня 2005   |                                               | Сила Права | Партія народної дії «Надія», Партія здоров'я | Анатолій Полях              | Київ, вул. Ревуцького, 15                                                              | 33443242   |
| 93  | 22 березня 2005   |                                               | Наша Україна | | Ірина Ванникова             | Київ, вул. Спаська, 37                                                                 | 33405060   |
| 94  | 23 березня 2005   |                                               | Громадянська партія «ПОРА»                                                                                      | | Владислав Каськів           | Київ, вул. Десятинна, 1/3                                                              | 33695729   |
| 95  | 24 березня 2005   |                                               | Громадянська позиція                                                                                            | Могутня Україна | Володимир Гірняк            | Київ, вул. Дмитрівська, 45, кв. 20                                                     | 33492420   |
| 96  | 24 березня 2005   |                                               | Демократична партія угорців України                                                                             | | Іштван Гайдош               | Закарпатська обл., Берегове, вул. Ілона Зріні, 13                                      | 33476152   |
| 97  | 24 березня 2005   |                                               | Зелена планета                                                                                                  | | Сергій Орєхов               | Київ, вул. Хрещатик, 7/11, оф. 21                                                      | 33447027   |
| 98  | 24 березня 2005   |                                               | Україна Соборна                                                                                                 | | Тетяна Яхеєва               | Київ, вул. Саксаганського, 107/47 Б                                                    | 33401197   |
| 99  | 25 березня 2005   |                                               | Партія Труда | | Андрій Комарович            | Київ, Оболонський пр-т., 23-А                                                          | 33400434   |
| 100 | 25 березня 2005   |                                               | Громадянська солідарність                                                                                       | Партія патріотичних сил України | Віктор Палій                | Київ, вул. Братиславська, 52                                                           | 33401155   |
| 101 | 25 березня 2005   |                                               | Партія Вінничан                                                                                                 | Європейська платформа, Наша партія | Микола Філонов              | Київ, вул. Михайла Бойчука, 7/11 кв. 2                                                 | 33298125   |
| 102 | 25 березня 2005   |                                               | Сильна Україна                                                                                                  | Партія Сергія Тігіпка «Сильна Україна», Економічна платформа, Інформаційна Україна                                                                       | Дмитро Сіденко              | Київ, вул. Симона Петлюри, 30                                                          | 33306612   |
| 103 | 25 березня 2005   |                                               | Совість України                                                                                                 | | Хачатур Хачатурян           | Донецька обл., Єнакієве, вул. Комуністична, 55, кв.202                                 | 35231172   |
| 104 | 25 березня 2005   |                                               | ПАТРІОТ | | Михайло Чурило              | Київ, вул. Антоновича, 157                                                             | 33443939   |
| 105 | 20 липня 2005     |                                               | Народна Програма Вадима Чорного                                                                                 | Селянський блок «Аграрна Україна», Народна партія нова Україна                                                                                           | Вадим Чорний                | Київ, вул. Хрещатик, 10-Б, кв.8                                                        | 33668763   |
| 106 | 14 лютого 2006    |                                               | Соціал-Патріотична Асамблея Слов'ян                                                                             | | Едуард Коваленко            | Київ, вул. Ревуцького, 44-б, кв.65                                                     | 34182769   |
| 107 | 11 квітня 2006    |                                               | Народно-трудовий союз України                                                                                   | | Валентин Зубов              | Київ, Трьохсвятительська вул., 13, оф.6                                                | 34349353   |
| 108 | 10 липня 2006     |                                               | Спільна Дія | | Богдан Пукало               | Київ, вул. Антоновича, 20-Б, оф. 22                                                    | 34568500   |
| 109 | 3 серпня 2006     |                                               | Європейська партія України                                                                                      | | Віктор Василюк              | Київ, Оболонська вул., 13-15, кв.9                                                     | 34494649   |
| 110 | 15 вересня 2006   |                                               | Велика Україна                                                                                                  | | Дмитро Кравчук              | Київ, Кирилівська вул., 82, оф.256                                                     | 34728168   |
| 111 | 15 вересня 2006   |                                               | Товариш | | В'ячеслав Щабельський       | Київ, Коломиївський пров., 3/1                                                         | 34601811   |
| 112 | 14 листопада 2006 |                                               | Аграрна партія України                                                                                          | | Михайло Поплавський         | Київ, Солом'янська пл., 2                                                              | 34763401   |
| 113 | 29 листопада 2006 |                                               | Козацька Слава                                                                                                  | | Станіслав Селіванов         | Київ, вул. Михайла Грушевського, 28/2, оф.43                                           | 34807202   |
| 114 | 13 грудня 2006    |                                               | Старт | Політичне об'єднання «Пряма дія» | Вадим Голіков               | Київ, вул. Лейпцизька, 15                                                              | 34796442   |
| 115 | 21 грудня 2006    |                                               | Українська республіканська партія                                                                               | Українська республіканська партія Лук'яненка | Сергій Джердж               | Київ, вул. Олеся Гончара, 25, кв.12                                                    | 34819925   |
| 116 | 27 грудня 2006    |                                               | Українська партія                                                                                               | | Анатолій Леонтьєв           | Київ, Лютеранська вул., 7/10, оф.23                                                    | 34817844   |
| 117 | 20 січня 2007     |                                               | Динамо | Українські соціал-демократи | Євгеній Шевчук              | Київ, вул. Хрещатик, 19, корпус А                                                      | 34624528   |
| 118 | 26 червня 2007    |                                               | Фронт Змін (в стані припинення)                                                                                 | Демократичний фронт, Народна трудова партія | Світлана Войцеховська       | Київ, вул. Верхній Вал, 4-А, кім. 17                                                   | 35250766   |
| 119 | 14 січня 2008     |                                               | Біла Церква разом                                                                                               | Права воля України | Володимир Герасимчук        | Київ, вул. Івана Мазепи, 3, оф.174                                                     | 35658453   |
| 120 | 28 січня 2008     |                                               | За новий соціалізм                                                                                              | Союз лівих сил | Максим Гольдарб             | Київ, вул. Січових Стрільців, 11-А                                                     | 35678071   |
| 121 | 1 лютого 2008     |                                               | Блок лівих сил України                                                                                          | Партія нового покоління України | Станіслав Габелев           | Київ, вул. Ентузіастів, 15, кв. 157                                                    | 35727118   |
| 122 | 5 травня 2008     |                                               | Всеукраїнська козацька партія                                                                                   | | Богдан Вуйко                | Київ, Мала Житомирська вул., 11, оф. 5А                                                | 36124651   |
| 123 | 7 травня 2008     |                                               | Браво | Русичи | Віта Крутецька              | Київська обл., м. Бровари, вул. Гагаріна, 16                                           | 36087987   |
| 124 | 10 червня 2008    |                                               | Партія Козаків України                                                                                          | | Сергій Кожин                | Донецьк, Офіцерський просп., 69-Г                                                      | 36252151   |
| 125 | 10 червня 2008    |                                               | Козацька Українська Партія                                                                                      | | Михайло Ямненко             | Київ, вул. Тимошенка, 1д, кв.3                                                         | 35962952   |
| 126 | 18 липня 2008     |                                               | За Майбутнє | Україна Майбутнього | Ігор Палиця                 | Київ, вул. Володимирська, 12/302                                                       | 36088708   |
| 127 | 4 вересня 2008    |                                               | Побратими України                                                                                               | Авто-Майдан, Пробудження | Микола Миньо                | Київ, Ярославська вул., 32/33                                                          | 36126512   |
| 128 | 2 жовтня 2008     |                                               | Воля народу | Народна воля | Ольга Миколенко             | Київ, Зоологічна вул., 4-а, оф.139                                                     | 36215434   |
| 129 | 2 жовтня 2008     |                                               | Самоврядна Українська Держава                                                                                   | | Віктор Бичихін              | Київ, вул. Щербаківського, 34, кв.51                                                   | 36215722   |
| 130 | 6 жовтня 2008     |                                               | Партія захисту прав людини                                                                                      | | Вікторія Головіна           | Одеса, вул. С. Ріхтера, 103                                                            | 36156112   |
| 131 | 16 жовтня 2008    |                                               | Зелені | | Володимир Калашніков        | Київ, Рибальська вул., 13, н.п. 46                                                     | 36036508   |
| 132 | 23 жовтня 2008    |                                               | Кияни передусім!                                                                                                | | Михайло Матухно             | Київ, вул. Шолуденка, 2                                                                | 36192344   |
| 133 | 24 жовтня 2008    |                                               | Єдина Країна | | Ігор Михайлищук             | Київ, вул. Є. Мірошниченко, 10 Б                                                       | 36208269   |
| 134 | 28 жовтня 2008    |                                               | Громадянський рух «Хвиля»                                                                                       | Громадянський рух України | Володимир Козленко          | Київ, вул. Харківське Шосе, 62, кв.145                                                 | 36221998   |
| 135 | 18 листопада 2008 |                                               | Блок опозиційних сил                                                                                            | | Олег Коробов                | Київ, Волоська вул., 6/14                                                              | 36240921   |
| 136 | 17 грудня 2008    |                                               | Влада Народу!                                                                                                   | Оновлення, Правда | Ольга Вдовенко              | Київ, вул. Ялтинська, 5Б                                                               | 36263963   |
| 137 | 12 січня 2009     |                                               | Справа | Право і справедливість | Наталія Костюченко          | Дніпро, Старокозацька вул., 58                                                         | 36367458   |
| 138 | 14 січня 2009     |                                               | Партія економічного відродження України                                                                         | Аграрно-промисловий союз | Олександр Іваницький        | Київ, вул. Івана Мазепи, 3, оф.197                                                     | 36304817   |
| 139 | 16 березня 2009   |                                               | Партія Народний порядок                                                                                         | | Андрій Древицький           | Донецьк, вул. Постишева, 11, кв.8                                                      | 36443465   |
| 140 | 25 березня 2009   |                                               | Соціальна Справедливість                                                                                        | Совість, Український республіканський альянс | Ірина Юрченко               | Київ, бул. Дружби Народів, 28 В, оф.311                                                | 36464349   |
| 141 | 13 квітня 2009    |                                               | Всеукраїнська партія «Дітей війни»                                                                              | | Анатолій Пачевський         | Київ, вул. Бажова, 12, оф.3                                                            | 36515377   |
| 142 | 14 квітня 2009    |                                               | Діти війни «Народна Партія України»                                                                             | | Василь Патлачук             | Донецька обл., Слов'янськ, вул. Генерала Батюка, 8                                     | 36368781   |
| 143 | 22 квітня 2009    |                                               | Рідне місто | | Олександр Удовіченко        | Київ, Вишгородська вул., 14                                                            | 36681860   |
| 144 | 20 квітня 2009    |                                               | Наш Дім | | Тетяна Науменко             | Дніпро, Катеринославський бул., 2, оф. 610                                             | 36764590   |
| 145 | 9 липня 2009      |                                               | Партія сильної влади                                                                                            | | Оксана Новікова             | Київ, Алматинська вул., 39-А, кв. 282                                                  | 36688007   |
| 146 | 9 липня 2009      |                                               | Справедлива країна                                                                                              | | Руслан Токар                | Дніпропетровськ, Молодогвардійська вул., 2-Д                                           | 36574940   |
| 147 | 13 липня 2009     |                                               | Партія місцевого самоврядування                                                                                 | | Віта Гайдук                 | Київ, Микільсько-Ботанічна вул., 6/8, оф. 41                                           | 36473573   |
| 148 | 22 січня 2010     |                                               | Праведність | | Володимир Єрьоменко         | Київ, Сосницька вул., 19, кв. 130                                                      | 36972165   |
| 149 | 2 квітня 2010     |                                               | Солідарність правих сил                                                                                         | Вся Україна, Партія народний захист | Андрій Артеменко            | Київ, Каховська вул., 60, оф. 202                                                      | 37133583   |
| 150 | 2 квітня 2010     |                                               | Захист | | Сергій Поліщук              | Київ, вул. Степана Сагайдака, 101                                                      | 37035311   |
| 151 | 23 квітня 2010    |                                               | Опозиційний блок                                                                                                | Закон і порядок | Наталія Пєшехонова          | Київ, Волоська вул., 6/14                                                              | 37120464   |
| 152 | 23 квітня 2010    |                                               | Патріоти Волині                                                                                                 | Твоя Україна | Наталія Якимчук             | Луцьк, вулиця Ковельська, 2, кабінет 2                                                 | 37379815   |
| 153 | 30 квітня 2010    |                                               | Народна сила | | Ростислав Кондрик           | Київ, Озерна вул., 10, кв. 73                                                          | 37195974   |
| 154 | 27 травня 2010    |                                               | Політичне об'єднання «Рідна Вітчизна»                                                                           | | Іван Матієшин               | Київ, вул. Верхній Вал, 4А.                                                            | 37147994   |
| 155 | 10 червня 2010    |                                               | Молодь до Влади                                                                                                 | | Валентин Скрипець           | Київ, Введенська вул., 6А/1                                                            | 37201155   |
| 156 | 8 вересня 2010    |                                               | Воля | ВО «Воля», Партія української молоді | Антон Земськов              | Київ, вул. Саксаганського, 99, кв. 6                                                   | 37413211   |
| 157 | 28 вересня 2010   |                                               | Радикальна партія Олега Ляшка                                                                                   | Українська Радикально-Демократична Партія | Олег Ляшко                  | Київ, Кловський узвіз, 7-А, оф. 37-38                                                  | 37279703   |
| 158 | 28 вересня 2010   |                                               | Команда Сергія Мінька                                                                                           | Козацька Народна Партія | Сергій Мінько               | Запорізька обл., м. Мелітополь, вул. Героїв України, 38                                | 37387024   |
| 159 | 16 березня 2011   |                                               | Нове життя | | Ігор Федоренко              | Київ, пр-т. Героїв Сталінграду, 11, кв. 18                                             | 37639322   |
| 160 | 12 квітня 2011    |                                               | Мерітократична партія України                                                                                   | | Сергій Худолій              | Київ, Костянтинівська вул., 2а                                                         | 37726859   |
| 161 | 19 квітня 2011    |                                               | Міст | | Тетяна Блистів              | Київ, вул. Драгоманова, 1-г, кв. 222                                                   | 37689064   |
| 162 | 4 травня 2011     |                                               | Всеукраїнське аграрне об'єднання «Заступ»                                                                       | Народна ініціатива | Людмила Гончарова           | Київ, вул. Черняховського, 29                                                          | 37615448   |
| 163 | 26 липня 2011     |                                               | Щаслива Україна                                                                                                 | Успішна країна | Олександр Соколовський      | Донецька обл., м. Дружківка, вул. Гребенюка, 67                                        | 37882413   |
| 164 | 1 серпня 2011     |                                               | Інтернет партія України                                                                                         | | Юлія Рижих                  | Київ, вул. Білоруська, 15-Б, кв. 12                                                    | 39965035   |
| 165 | 23 серпня 2011    |                                               | Наш край | Блокова партія | Олександр Мазурчак          | Київ, вул. Велика Житомирська, 30                                                      | 37724082   |
| 166 | 7 вересня 2011    |                                               | ДемАльянс (Демократичний альянс)                                                                                | | Василь Гацько               | Київ, вул. Голосіївська, 13, кв. 117                                                   | 37641876   |
| 167 | 10 жовтня 2011    |                                               | Партія українського народу                                                                                      | | Дмитро Подлужний            | Київ, вул. О. Гончара, 35                                                              | 37932584   |
| 168 | 17 жовтня 2011    |                                               | Бджола | Народний парламент | Любов П'ятенко              | Київ, просп. Петра Григоренка 22/20, оф. 608                                           | 38010759   |
| 169 | 21 жовтня 2011    |                                               | Духовна Україна                                                                                                 | | Юрій Путас                  | Львів, вул. Грушевського, 7, кв. 2                                                     | 37965300   |
| 170 | 7 листопада 2011  |                                               | ПП «Партія простих людей Сергія Капліна»                                                                        | Робітнича партія України (до 2020) | Каплін Сергій Миколайович   | Київ, вул. В. Тютюнника, 13, кв. 13                                                    | 38238579   |
| 171 | 11 листопада 2011 |                                               | Власна сила | | Сергій Соколов              | Київ, вул. Вершигори, 5, кв. 37                                                        | 38013105   |
| 172 | 12 березня 2012   |                                               | Нові обличчя | | Володимир Карплюк           | Київська обл., м. Буча, вул. Польова, 28, кв. 36                                       | 38256309   |
| 173 | 11 травня 2012    |                                               | Ліва опозиція                                                                                                   | Нова держава | Євген Герасименко           | Київ, вул. Ванди Василевської 7, оф. 331                                               | 38271380   |
| 174 | 17 травня 2012    |                                               | Блок Едуарда Гурвіца                                                                                            | Блок Едуарда Гурвіца «Наша Одеса», Єдність та Розвиток, За краще життя                                                                                   | Едуард Гурвіц               | Одеса, вул. Єврейська, 4                                                               | 38217847   |
| 175 | 19 червня 2012    |                                               | Розвиток і Добробут                                                                                             | Республіканців | Руслан Зозуля               | Київ, вулиця Набережно-Лугова, 8                                                       | 38230098   |
| 176 | 21 грудня 2012    |                                               | Україна Понад Усе                                                                                               | Самопоміч | Анатолій Ільєнко            | Київ, вул. Ломоносова 60-А, кв.63                                                      | 38683351   |
| 177 | 29 грудня 2012    |                                               | Об'єднання «Самопоміч»                                                                                          | ПАРТІЯ «САМОПОМІЧ» | Оксана Сироїд               | Львів, вул. Сахарова, 42                                                               | 38558365   |
| 178 | 10 квітня 2013    |                                               | Партія Прогресу                                                                                                 | Інтернаціональна | Дмитро Зорін                | Київ, вул. Будіндустрії, 6, оф.19                                                      | 38684329   |
| 179 | 11 квітня 2013    |                                               | Народна партія регіонів                                                                                         | Партія народна платформа | Іван Міглазов               | Київ, вул. Коновальця Євгена, 36, корпус Б                                             | 38706614   |
| 180 | 28 травня 2013    |                                               | Голос Народу | | Роман Івченко               | Київ, вул. Волоська, 6/14                                                              | 38436617   |
| 181 | 15 липня 2013     |                                               | Київська Русь — Україна                                                                                         | | Олександр Кравченко         | Київська обл., м. Українка, вул. Юності, 1, кв. 62                                     | 38892197   |
| 182 | 12 серпня 2013    |                                               | Миколаївці | Блок Геннадія Чекіти «За справедливість», ВО «За справедливість»                                                                                         | Геннадій Чекіта             | Одеса, вул. Балківська, 120/2                                                          | 38909954   |
| 183 | 21 лютого 2014    |                                               | Національна демократична партія України                                                                         | | Олександр Паньков           | Київ, вул. Кондратюка, 7, група приміщень № 718А                                       | 39152110   |
| 184 | 19 березня 2014   |                                               | Лібертаріанська партія «5.10»                                                                                   | 5.10 | Юрій Коновальчук            | Київ, вул. Інститутська, 17/5, оф. 10                                                  | 39169428   |
| 185 | 27 березня 2014   |                                               | Республіканська партія «Славутич»                                                                               | | Вадим Джума                 | Київ, вул. Промислова, 4/7, оф. 44                                                     | 39198993   |
| 186 | 28 березня 2014   |                                               | Зелений Тризуб                                                                                                  | | Андрій Гайдай               | Київ, вул. Саперно-Слобідська, 8, кв. 36                                               | 39174642   |
| 187 | 31 березня 2014   |                                               | Народний фронт                                                                                                  | Партія народна дія | Арсеній Яценюк              | Київ, вул. Вербицького Архітектора, 30-А                                               | 39181335   |
| 188 | 2 квітня 2014     |                                               | Республіка | | Олександр Щерба             | Чернігівська обл., с. Киїнка, вулиця Космонавтів, 92                                   | 39207782   |
| 189 | 6 травня 2014     |                                               | Народовладдя | Команда Левченка «Народовладдя», Сіріус | Юрій Левченко               | Київ, вул. Татарська, 3/2                                                              | 39232185   |
| 190 | 20 травня 2014    |                                               | Сам за себе | | Віктор Карпович             | Житомирська обл., с. Літки, вул. Шеметицька, 81                                        | 39223343   |
| 191 | 22 травня 2014    |                                               | Розумна політика                                                                                                | Ми Українці | Василь Бублик               | Київ, пр.Перемоги, 12, кв. 28                                                          | 39244688   |
| 192 | 13 червня 2014    |                                               | Сила нації | | Андрій Пелюховський         | Київ, вул. Архітектора Городецького 10/1, оф. 8                                        | 39334006   |
| 193 | 13 червня 2014    |                                               | Партія миру та розвитку                                                                                         | Опозиційний блок — Партія миру і розвитку, Індустріальна партія, Об'єднана Україна                                                                       | Віталій Кисіль              | Київ, вул. Мечникова, 2                                                                | 39279087   |
| 194 | 27 червня 2014    |                                               | Нова Україна | | Наталія Савченко            | Київ, вул. Івана Мазепи, 3, оф.197                                                     | 39513503   |
| 195 | 2 липня 2014      |                                               | Народні ініціативи Олександра Фельдмана                                                                         | | Віктор Ларченко             | Київ, вул. Івана Мазепи, 3, оф.197                                                     | 39287957   |
| 196 | 10 липня 2014     |                                               | Команда Ігоря Сапожка — «Єдність»                                                                               | Сильна держава | Ігор Сапожко                | Бровари, вул. Гагаріна, 26, оф. 401                                                    | 39341474   |
| 197 | 11 липня 2014     |                                               | Відродження і розвиток                                                                                          | | Вячеслав Бардовський        | Київ, вул. Лєскова, 3, оф. 10                                                          | 39348930   |
| 198 | 17 липня 2014     |                                               | Рух за реформи                                                                                                  | Козацька рада | Анна Данкевич               | Київ, вул. Гончара Олеся, 35                                                           | 39347586   |
| 199 | 25 липня 2014     |                                               | Могутня Україна                                                                                                 | | Сергій Віняр                | Київ, вул. Шовковична, 5, кв. 6                                                        | 39322886   |
| 200 | 6 серпня 2014     |                                               | Піратська партія України                                                                                        | | Максим Ястремський          | Київ, вул. Кіквідзе, 12А, н.п. 31                                                      | 39366174   |
| 201 | 12 серпня 2014    |                                               | Блок Вілкула «Українська Перспектива»                                                                           | Преспектива, Всеукраїнський опозиційний блок, Українська перспектива                                                                                     | Оксана Живага               | Дніпро, вул. Святослава Хороброго 11, кім. 207                                         | 39358268   |
| 202 | 18 серпня 2014    |                                               | Українська Галицька партія                                                                                      | | Ірина Моряк                 | Львів, вул. Нечуя-Левицького, 17, кв. 4.                                               | 39481037   |
| 203 | 19 серпня 2014    |                                               | ПП «Простих людей Сергія Капліна»                                                                               | Команда Андрія Матковського (2020); Контроль. Порядок. Справедливість (до 2020)                                                                          | Каплін Сергій Германович    | Полтава, майдан Незалежності, 24                                                       | 39389563   |
| 204 | 20 серпня 2014    |                                               | Сила людей | | Володимир Тищенко           | Київ, вул. Хрещатик, 7/11, офіс 525                                                    | 39378656   |
| 205 | 27 серпня 2014    |                                               | Влада Народу | Спілка вільних Людей «Сонце» | Олег Зайченко               | Київ, вул. Краківська, 4, кв. 47                                                       | 39387173   |
| 206 | 27 серпня 2014    |                                               | ВО «Українська команда»                                                                                         | Нова солідарна Україна | Оксана Мальована            | Київ, вул. Миколи Амосова, 2, оф. 8                                                    | 39392686   |
| 207 | 27 серпня 2014    |                                               | Соціалісти | | Леонід Кожара               | Київ, вул. Банкова, 3, оф. 51А                                                         | 39376837   |
| 208 | 12 вересня 2014   |                                               | Команда Сергія Рудика. Час змін!                                                                                | Час змін | Сергій Рудик                | Київ, вул. Саксаганського, 44Е                                                         | 39440362   |
| 209 | 25 вересня 2014   |                                               | Українське об'єднання патріотів — УКРОП                                                                         | Патріотичний альянс | Тарас Кривенко              | Київ, вул. Володимирська, 12, офіс 307                                                 | 39479782   |
| 210 | 25 вересня 2014   |                                               | Партія європейських демократів                                                                                  | | Євген Козлов                | Донецьк, Вулиця Артема, 171, квартира 14.                                              | 39511789   |
| 211 | 6 жовтня 2014     |                                               | Партія поляків України                                                                                          | | Станіслав Костецький        | Київ, вул. Дмитрівська, 18/24, поверх 8                                                | 39519133   |
| 212 | 14 жовтня 2014    |                                               | Блок Вадима Бойченка                                                                                            | Соборність | Михайло Орліченко           | Київ, вул. Сєрова, 28, кв. 18                                                          | 39464116   |
| 213 | 17 жовтня 2014    |                                               | Пропозиція | Нова Європейська Україна | Андрій Пильченко            | Київ, вул. Гната Юри, 10, кв. 77                                                       | 39550414   |
| 214 | 4 грудня 2014     |                                               | ВО «Мир» | | Олександр Геращенко         | Київ, вул. Конєва Маршала, 8, каб. 71                                                  | 39515818   |
| 215 | 4 грудня 2014     |                                               | Опозиційна сила                                                                                                 | | Катерина Копил              | Київ, вул. Авіаконструктора Антонова, 15 А                                             | 39587072   |
| 216 | 12 грудня 2014    |                                               | Партія Ігоря Колихаєва «Нам тут жити»                                                                           | ВО «Відродження України» | Геннадій Лагута             | Київ, проспект Перемоги, 121-а, кв. 166                                                | 39550770   |
| 217 | 15 грудня 2014    |                                               | Всеукраїнське об'єднання «Громадський контроль»                                                                 | | Ігор Маршавін               | Рівне, вул. Петра Могили, 8                                                            | 39594378   |
| 218 | 15 грудня 2014    |                                               | Соціальна Реконструкція                                                                                         | Аграрна партія України об'єднана, Рідна країна | Валерій Зінченко            | Дніпро, вул. Святослава Хороброго, 11                                                  | 39554686   |
| 219 | 14 січня 2015     |                                               | Українська Стратегія Гройсмана                                                                                  | Українська Стратегія, Вінницька Європейська Стратегія, Народна трибуна                                                                                   | Володимир Гройсман          | Київ, Майдан Незалежності, 2                                                           | 39610682   |
| 220 | 27 січня 2015     |                                               | Соціал-демократична партія                                                                                      | Партія простих людей Сергія Капліна (2015—2016) | Олександр Сугоняко          | Київ, вул. Сімферопольська, 11/1, кім. 420                                             | 39651865   |
| 221 | 17 січня 2015     |                                               | Рух нових сил Михайла Саакашвілі                                                                                | Рух нових сил, Партія Гармонійного Розвитку | Сергій Гаркуша              | Київ, провулок Музейний, 4, офіс 3                                                     | 39634331   |
| 222 | 28 січня 2015     |                                               | Гідність | | Анатолій Башловка           | Київ, вул. Старокиївська, 9, кв. 101                                                   | 39626949   |
| 223 | 30 січня 2015     |                                               | Поруч | | Антон Гоцький               | Київ, просп. Героїв Сталінграда, 43 В, кв. 14                                          | 39624344   |
| 224 | 3 лютого 2015     |                                               | Партія Шарія | Об'єднана Україна | Ольга Бондаренко            | Київ, Шевченківський район, вул. Глибочицька, 17, корпус Д                             | 39644910   |
| 225 | 6 лютого 2015     |                                               | Альтернатива | | Олександр Хацкевич          | Київ, вул. Пушкінська, 11, нежиле приміщення 23 А                                      | 39843046   |
| 226 | 9 лютого 2015     |                                               | Офіцерський корпус                                                                                              | | Вадим Бартєнєв              | Київ, вул. Б. Хмельницького, 51-А                                                      | 39712194   |
| 227 | 9 лютого 2015     |                                               | Партія Антона Яценка                                                                                            | Об'єднання «Сила Громад» | Володимир Яценко            | Київ, вул. Михайла Грушевського 28/2, оф. 43                                           | 39658698   |
| 228 | 10 лютого 2015    |                                               | Голос | Платформа ініціатив | Кіра Рудик                  | Київ, вул. Михайла Грушевського, 9Б                                                    | 39651598   |
| 229 | 14 лютого 2015    |                                               | Порядок | Розумна сила України, Дружба | Світлана Ільїна             | смт. Лугини, вул. К.Маркса 48, корп. Д, Житомирська обл.                               | 40123769   |
| 230 | 19 лютого 2015    |                                               | Наші | Український формат, Сила народу, Перемога | Євгеній Мураєв              | Харків, вул. Садовий проїзд, 9                                                         | 39660969   |
| 231 | 20 лютого 2015    |                                               | Право народу | | Юрій Потомський             | Київ, вул. Святошинська, 4.                                                            | 39690768   |
| 232 | 23 лютого 2015    |                                               | Альянс за соціальну справедливість                                                                              | | Андрій Кисельов             | Київська обл., м. Ірпінь, вул. Котляревського 31, кв. 57                               | 39742171   |
| 233 | 25 лютого 2015    |                                               | Добрий самарянин                                                                                                | | Володимир Кравець           | Тернопіль, вул. Руська, 5                                                              | 39690155   |
| 234 | 3 березня 2015    |                                               | Громадсько-політичний рух Валентина Наливайченка «Справедливість»                                               | Прогрес, Народна ініціатива | Руслан Колєсніков           | Київ, вул. Саксаганського, 143–А                                                       | 39688832   |
| 235 | 4 березня 2015    |                                               | Наша земля | | Олександр Ключніков         | Київ, вул. Макіївська, 4, нежиле приміщення № 1А                                       | 39690148   |
| 236 | 10 березня 2015   |                                               | Блок Дарта Вейдера                                                                                              | Студентська партія України | Дарт Вейдер                 | Київ, вул. Героїв Дніпра, 29, кв. 151                                                  | 39707430   |
| 237 | 10 березня 2015   |                                               | Партія розвитку громад                                                                                          | Партія національного відродження | Гаіна Третьяк               | Київ, вул. Джона Маккейна, 30                                                          | 39725292   |
| 238 | 11 березня 2015   |                                               | Вимагаємо змін                                                                                                  | Відродження України | Анастасія Лєтушова          | Київ, вул. Гончара Олеся, 35                                                           | 39796473   |
| 239 | 13 березня 2015   | Файл:"Громадський рух "Народний контроль".jpg | Громадський рух «Народний контроль»                                                                             | Наше майбутнє | Дмитро Добродомов           | Київ, вул. Дмитрівська, 56-а, кв. 24                                                   | 39695017   |
| 240 | 16 березня 2015   |                                               | Незалежна політична платформа                                                                                   | | Сергій Шаповалов            | Київ, вул. Смілянська, 15, кв. 222                                                     | 39737014   |
| 241 | 19 березня 2015   |                                               | Громадянський рух «Спільна справа»                                                                              | Слава Україні | Олександр Данилюк           | Київ, вул. Авіаконструктора Антонова, 7, кв. 21                                        | 39742784   |
| 242 | 23 березня 2015   |                                               | Громада і закон                                                                                                 | | Михайло Ільницький          | Київ, вул. Володимирська, 42, кім. 17                                                  | 39969328   |
| 243 | 24 березня 2015   |                                               | Всеукраїнське об'єднання городян «Перспектива»                                                                  | | Артур Снігир                | Київ, вул. Дубініна, 12, кв. 10                                                        | 39763406   |
| 244 | 26 березня 2015   |                                               | Розвитку і Української мрії                                                                                     | Об'єднані демократичні сили України | Володимир Деркач            | Київ, вул. Івана Мазепи, 11-Б                                                          | 40508224   |
| 245 | 26 березня 2015   |                                               | Український вибір                                                                                               | | Олександр Березін           | Запоріжжя, вул. Перша Ливарна 27А, кв. 27                                              | 39856799   |
| 246 | 26 березня 2015   |                                               | Громадський рух Миколи Томенка «Рідна країна»                                                                   | Національний рух | Микола Томенко              | Київ, вул. Вишгородська, 63                                                            | 39778276   |
| 247 | 26 березня 2015   |                                               | За конкретні справи                                                                                             | | Володимир Поворозник        | Хмельницький, вул. Зарічанська, 11/4                                                   | 39933113   |
| 248 | 26 березня 2015   |                                               | Живіть в достатку                                                                                               | Український народний блок, Команда Святослава Сенюти | Микола Гонта                | Київ, вул. Васильківська, 37, оф. 524                                                  | 39765309   |
| 249 | 26 березня 2015   |                                               | Рідний дім | Капіталістична партія України | Ірина Должикова             | Чернігів, Новозаводський р., вул. Реміснича, 18                                        | 39765623   |
| 250 | 26 березня 2015   |                                               | Херсонці | ВО «Сила єдності» | Вікторія Мищенко            | Київ, Харківське шосе, 144 А                                                           | 39862928   |
| 251 | 11 червня 2015    |                                               | Єдина Громада                                                                                                   | Патріотичний Рух | Юрій Денисенко              | Київ, просп. Героїв Сталінграда, 10А, корп. 2, пр. 37                                  | 39928255   |
| 252 | 11 червня 2015    |                                               | Олімп | | Невідомо                    | Київська обл., с. Софіївська Борщагівка, вул. Шевченка 87                              | Невідомо   |
| 253 | 17 червня 2015    |                                               | Партія рішучих громадян                                                                                         | | Ярослав Пелих               | Київ, вул. Сержа Лифаря, 8                                                             | 39870881   |
| 254 | 25 червня 2015    |                                               | Блок Ігоря Семенчева                                                                                            | Блок Володимира Миколаєнко | Дмитро Іржанський           | Херсон, вул.Ярослава Мудрого, 32                                                       | 39921129   |
| 255 | 25 червня 2015    |                                               | Партія Місцевих Громад                                                                                          | Блок за зміни | Олександр Білий             | Івано-Франківськ, вул. Незалежності, 67                                                | 39956209   |
| 256 | 25 червня 2015    |                                               | Лейбористська партія України                                                                                    | | Матвій Холошин              | Київ, вулиця Воздвиженська, 18                                                         | 40123140   |
| 257 | 2 липня 2015      |                                               | Перемога Пальчевського                                                                                          | Україна завтра | Андрій Пальчевський         | Київ, вул. Волинська, 60                                                               | 39877693   |
| 258 | 6 липня 2015      |                                               | Українська православна асамблея                                                                                 | | Дмитро Гадомський           | Київ, вул. Ярославська, 47/29                                                          | 39927225   |
| 259 | 6 липня 2015      |                                               | Конкретних справ                                                                                                | Народне віче | Сергій Матусевич            | Київ, вул. Васильківська, 3                                                            | 39927728   |
| 260 | 6 липня 2015      |                                               | Собор | Суверенна Україна | Неллі Никончук              | Київ, вул. Золотоустівська, 3, каб. 529                                                | 40011290   |
| 261 | 20 липня 2015     |                                               | Наш Дім — Одеса                                                                                                 | Волонтерська партія України | Анатолій Іванкевич          | Одеса, Приморський р-н., пров. Топольського, 4-А, прим. 101                            | 39931823   |
| 262 | 20 липня 2015     |                                               | Громадянське суспільство                                                                                        | | Ліна Конопольська           | Київ, вул. Волоська, 55/57                                                             | 39925474   |
| 263 | 22 липня 2015     |                                               | Блок Світличної «Разом!»                                                                                        | Єдина сила | Вікторія Шаповал            | Київ, вул. Академіка Вільямса, 4, корпус 2, кв. 91                                     | 39938258   |
| 264 | 22 липня 2015     |                                               | Європейська ліберальна партія                                                                                   | | Юлія Шипитькова             | Київська обл., м. Буча, вул. Пушкінська, 2к, кв. 77                                    | 40089079   |
| 265 | 22 липня 2015     |                                               | Громадський рух «Свідомі»                                                                                       | Українська патріотична партія | Тарас Шкітер                | Київ, вул. Ушинського, 27, кв. 78                                                      | 40069890   |
| 266 | 5 серпня 2015     |                                               | Злагода | | Кирило Климкін              | Київ, пров. Іпсилантіївський, 3, кв. 134                                               | 40026815   |
| 267 | 13 серпня 2015    |                                               | Авангард Народу                                                                                                 | | Михайло Мазалевський        | Київ, Майдан Незалежності, 2, оф. 414А                                                 | 39954421   |
| 268 | 20 серпня 2015    |                                               | УНА-УНСО | | Валерій Бобрович            | Київ, вул. Липська, 19/7, кв. 30а                                                      | 39974700   |
| 269 | 28 серпня 2015    |                                               | Адвокат | | Юлія Стародуб               | Київ, вул. Лятошинського, 14 А                                                         | 40124783   |
| 270 | 7 вересня 2015    |                                               | Майбутнє країни                                                                                                 | | Максим Котушенко            | Київ, вул. Академіка Філатова, 10-а, кв. 3/38                                          | 40000865   |
| 271 | 17 вересня 2015   |                                               | Воїни АТО | | Андрій Малахов              | Київ, вул. Червонопільська, 2-А, кв. 51                                                | 40021817   |
| 272 | 17 вересня 2015   |                                               | Республіканська партія                                                                                          | | Ігор Паризький              | Київ, вул. Предславинська, 31/11                                                       | 40034957   |
| 273 | 17 вересня 2015   |                                               | Команда Симчишина                                                                                               | Миру і розквіту | Юрій Решетнік               | Хмельницький, вул. Панаса Мирного, 21/4, кв. 59                                        | 40115365   |
| 274 | 17 вересня 2015   |                                               | Політична партія Всеукраїнське Об'єднання «Платформа Громад»                                                    | Народна Правда | Олег Гончарук               | Київська обл., с. Софіївська Борщагівка, вул. Ак. Шалімова 65А, кв. 27                 | 40194253   |
| 275 | 17 вересня 2015   |                                               | Партія Твого Міста                                                                                              | Патріоти Волині, За європейську Україну | Олексій Раздобаров          | Житомир, вул. Крошенська, 30, кв. 165                                                  | 40142729   |
| 276 | 17 вересня 2015   |                                               | Рух Справедливості                                                                                              | Європейська перспектива | Ольга Безпалько             | Київ, вул. Зоологічна, 4А, оф. 139                                                     | 40193789   |
| 277 | 17 вересня 2015   |                                               | Патріоти України                                                                                                | | Сергій Клочко               | Суми, вул. Заливна, 1/1, кв. 8                                                         | 40209835   |
| 278 | 21 жовтня 2015    |                                               | Всеукраїнське об'єднання «Нова Україна»                                                                         | | Сергій Кондрашов            | Київ, вул. Михайла Грушевського, 16, оф. 7                                             | 40431859   |
| 279 | 21 жовтня 2015    |                                               | Ми — кияни | | Артем Цівінський            | Київ, просп. Перемоги, 148/1, оф. 257                                                  | 40103826   |
| 280 | 2 листопада 2015  |                                               | Соціально-політичний союз «Інтелектуальна ініціатива»                                                           | Добробут | Олексій Міхальов            | Київ, просп. Леся Курбаса, 10-А, кв. 114                                               | 40134812   |
| 281 | 2 листопада 2015  |                                               | Нова Країна | ВО «Вільність і справедливість» | Андрій Новак                | Кам'янець-Подільський, просп. Грушевського, 21/2                                       | 40190924   |
| 282 | 2 листопада 2015  |                                               | Свої | Закон і справедливість, Сила Єднання | Сергій Бабич                | Житомир, вул. Івана Сльоти, 50-А, кв. 2                                                | 40140578   |
| 283 | 2 листопада 2015  |                                               | Партія Володимира Буряка «Єднання»                                                                              | Єднання | Олександр Коваленко         | Київ, просп. Відрадний, 18, кв. 28                                                     | 40152983   |
| 284 | 20 листопада 2015 |                                               | Успішне майбутнє                                                                                                | ВО «Ініціатива» | Сергій Суліма               | Київ, вул. Симиренка, 31, кв. 97                                                       | 40144726   |
| 285 | 25 листопада 2015 |                                               | За Одещину | Рух за Україну | Наталя Закордонська         | Одеса, вул. Канатна, 10                                                                | 40212900   |
| 286 | 21 грудня 2015    |                                               | Життя | | Дмитро Огурцов              | Харків, вул. Полтавський шлях, 37                                                      | 40211383   |
| 287 | 21 грудня 2015    |                                               | Нові рубежі | | Ольга Чуб                   | Харків, вул. В, Тютюнника, 7, кв. 84                                                   | 40201270   |
| 288 | 21 грудня 2015    |                                               | Вінницька Європейська Стратегія                                                                                 | Незалежна Україна | Андрій Дручинський          | Вінниця, вул. 600-річчя, 80                                                            | 40249019   |
| 289 | 21 грудня 2015    |                                               | Сім'я | Спільна перемога, Мир та добробут | Катерина Маршак             | Київ, вул. Кирилівська, 60П, офіс 5                                                    | 40222149   |
| 290 | 21 грудня 2015    |                                               | Оновлена Україна                                                                                                | | Олександр Ковальовський     | Київ, вул. Ломоносова, 67, кв. 124                                                     | 40223341   |
| 291 | 21 грудня 2015    |                                               | Молодий Харків                                                                                                  | Соціальна альтернатива | Богдан Гладких              | Харків, вул. Шевченка, 343, кв. 51                                                     | 40464821   |
| 292 | 21 грудня 2015    |                                               | Партія Захисників України                                                                                       | Колос миру | Ігор Баган                  | Київ, бульвар Академіка Вернадського, 87, кв. 64                                       | 40306726   |
| 293 | 21 грудня 2015    |                                               | Національний корпус                                                                                             | Патріот України | Андрій Білецький            | Київ, вул. Зої Гайдай, 9/8                                                             | 40214321   |
| 294 | 18 січня 2016     |                                               | Північний Шлях                                                                                                  | Право-консервативна партія України Північний Шлях, Право вибору                                                                                          | Володимир Петров            | Київ, вул. Антоновича, 48б, кв. 26                                                     | 40323961   |
| 295 | 22 січня 2016     |                                               | Справжні | Свідома країна | Іван Рудяк                  | Київ, вул. Анни Ахматової, 22, офіс 3004                                               | 40254338   |
| 296 | 22 січня 2016     |                                               | Соціалістична партія Олександра Мороза                                                                          | ПП Олександра Мороза «За правду і справедливість», Правда і Справедливість, Українська соціал-демократична партія «Свої»                                 | Олександр Мороз             | Київ, вул. Генерала Тупикова, 11А                                                      | 40314784   |
| 297 | 22 січня 2016     |                                               | Україна славетна                                                                                                | | Маріанна Мацола             | Київ, просп. Героїв Сталінграду, 6, корп. 7, секція 1                                  | 40251358   |
| 298 | 22 січня 2016     |                                               | Стабільність та справедливість                                                                                  | | Владислав Ковальов          | Київ, вул. Харківське Шосе 19 А, приміщення 761                                        | 40289004   |
| 299 | 22 січня 2016     |                                               | Народ | | Олександр Самородін         | Ірпінь, вул. Тургенівська, 50, кв. 10                                                  | 40255567   |
| 300 | 22 січня 2016     |                                               | Важливий кожен                                                                                                  | | Сергій Двірко               | Київ, вул. Метрологічна, 113, приміщення 1/1                                           | 40244927   |
| 301 | 22 січня 2016     |                                               | Антикорупційний рух                                                                                             | | Інна Бєлова                 | Київська обл., с. Софіївська Борщагівка, вул. Боголюбова 7, кв. 9                      | 40276311   |
| 302 | 22 січня 2016     |                                               | Воля та добробут                                                                                                | | Микола Бойко                | Київ, проспект Відрадний, 103, офіс 608                                                | 40345938   |
| 303 | 22 січня 2016     |                                               | Розумна сила | Слово Справедливості | Олександр Соловйов          | Київ, пров. Киянівський, 3-7                                                           | 40353273   |
| 304 | 22 січня 2016     |                                               | Платформа справедливості                                                                                        | Єдиний Кривий Ріг, Європейський Кривий Ріг, Альтернативний Рух                                                                                           | Ксенія Пятигіна             | Київ, вул.Кирилівська, 86                                                              | 40269763   |
| 305 | 22 січня 2016     |                                               | Нові | | Юрій Мироненко              | Київська обл., Києво-Святошинський р-н, с. Крюківщина, вул. Археологічна, 27           | 40268445   |
| 306 | 22 січня 2016     |                                               | Незалежність | Політичне об'єднання «Партія громадян України» | Олександр Савченко          | Київ, вул. Банкова, 1/10, кв.15                                                        | 40286244   |
| 307 | 22 січня 2016     |                                               | Україна без олігархів                                                                                           | Команда Дніпра, Громадська позиція, За рідне місто, Союз українських демократів                                                                          | Максим Голосний             | Дніпро, проспект Дмитра Яворницького, 25, кв. 3                                        | 40269229   |
| 308 | 22 січня 2016     |                                               | Рівне Разом | Партія громади об'єднаних власників багатоквартирних будинків, будівельників та будівельних організацій; Влада народу                                    | Віктор Шакирзян             | Рівне, вул. Кавказька, 9, оф. 217                                                      | 40356468   |
| 309 | 22 січня 2016     |                                               | Преспектива міста                                                                                               | Народна єдність | Ігор Саєнко                 | Кропивницький, вул. Євгена Маланюка, 1а, офіс 211                                      | 40255609   |
| 310 | 22 січня 2016     |                                               | Циганська партія України                                                                                        | | Сергій Кириченко            | Одеса, вул. Заболотного, 18, кв. 170                                                   | 40272184   |
| 311 | 22 січня 2016     |                                               | Блок Міхеіла Саакашвілі                                                                                         | Грузинська партія України | Андрій Андрушков            | Київ, вул. Туполєва, 17К, нежиле приміщення 1                                          | 40272226   |
| 312 | 22 січня 2016     |                                               | Студентська партія України                                                                                      | | Григорій Тарасюк            | Київ, вул. Героїв Севастополя, 10-Б, кв. 36                                            | 40280750   |
| 313 | 22 січня 2016     |                                               | Партія єдності                                                                                                  | | Марина Лятавська            | Дніпропетровська обл., м. Кам'янське, вул. Ковалевича, 2, оф. 17-18                    | 40255525   |
| 314 | 22 січня 2016     |                                               | Нова | Порядок і справедливість, Словом і ділом | Роман Насіров               | Київ, вулиця Малокитаївська, 29                                                        | 40272907   |
| 315 | 22 січня 2016     |                                               | Партія заробітчан України                                                                                       | Партія однодумців | Аліна Ревунова              | Київ, вул. Льва Толстого, 15-Б, оф. 8                                                  | 40334348   |
| 316 | 1 лютого 2016     |                                               | Трибунал | | Олександр-Микола Семенко    | Київ, вул. Польова, 37                                                                 | 40372480   |
| 317 | 1 лютого 2016     |                                               | Всеукраїнське об'єднання «Факел»                                                                                | Демократична Україна | Владислав Храпак            | Біла Церква, вул. Шолом-Алейхема, 37, кв. 71                                           | 40347432   |
| 318 | 1 лютого 2016     |                                               | Блок Кернеса — Успішний Харків                                                                                  | Унітарна європейська Україна | Вячеслав Орлов              | Харків, вул. Короленка, 12                                                             | 40419357   |
| 319 | 3 лютого 2016     |                                               | Ошукані українці                                                                                                | Українська громадська рада, ВО «Воля народу» | Олександр Литвин            | Черкаси, вул. Остафія Дашковича, 20, оф. 307                                           | 40274773   |
| 320 | 16 лютого 2016    |                                               | Партія національного егоїзму                                                                                    | Україна без корупції | Олексій Сачко               | Київ, вул. Німанська, 7, кв. 15                                                        | 40529155   |
| 321 | 23 лютого 2016    |                                               | Всеукраїнське об'єднання «Демократична альтернатива»                                                            | | Наталя Андрєєва             | Київська обл., с. Щасливе, вул. Л. Українки, 14                                        | 40315383   |
| 322 | 23 лютого 2016    |                                               | Надія є | Громадсько-політична платформа Надії Савченко | Надія Савченко              | Київ, вул. Теодора Драйзера, 6-А, квартира 97                                          | 40350361   |
| 323 | 23 лютого 2016    |                                               | Блок Дмитра Голубова                                                                                            | Одеська партія Дмитра Голубова, Одеська партія | Олена Одношивкіна           | Одеса, вул. Стовпова 28/3, літ. А, каб. 324                                            | 40338700   |
| 324 | 23 лютого 2016    |                                               | Громадянський союз                                                                                              | Партія середнього класу України | Едуард Єрьоменко            | Київ, вул. Павлівська, 4-8, кв.56                                                      | 40395580   |
| 325 | 14 березня 2016   |                                               | Всеукраїнський народний союз                                                                                    | Моя Україна | Тарас Романюк               | Київ, вул. Звіринецька, б. 63                                                          | 40371879   |
| 326 | 14 березня 2016   |                                               | Християнські соціалісти                                                                                         | Блок місцевих громад | Михайло Добкін              | Київ, вулиця Богдана Хмельницького, 23 Б                                               | 40425625   |
| 327 | 14 березня 2016   |                                               | Розвиток | Сила права | Олександр Савкін            | Київ, вул. Богдана Хмельницького, 44                                                   | 40392899   |
| 328 | 14 березня 2016   |                                               | Свідома нація                                                                                                   | | Володимир Тесля             | Київ, вул. Воздвиженська, 56                                                           | 40390493   |
| 329 | 24 березня 2016   |                                               | Запорука (За порядок в Україні)                                                                                 | | Микола Завалій              | Полтавська обл., м. Горішні Плавні, вул. Соборна 31                                    | 40457217   |
| 330 | 24 березня 2016   |                                               | Разом Сила | Партія порядних громадян | Олег Ярошевич               | Київ, просп. Перемоги, 52/2                                                            | 40469495   |
| 331 | 31 березня 2016   |                                               | Слуга народу | Партія рішучих змін | Олена Шуляк                 | Київ, вул. Січових Стрільців, 77, оф. 728                                              | 40422142   |
| 332 | 25 травня 2016    |                                               | Стабільність | | Василь Журавльов            | Донецька обл., Маріуполь, пр-т. Нахімова, 190, оф. 25                                  | 40551070   |
| 333 | 10 червня 2016    |                                               | Ми з України!                                                                                                   | Громадянська платформа | Євгеній Дудко               | Київ, вул. Клінічна, 23/25, оф. 6А                                                     | 40558956   |
| 334 | 11 липня 2016     |                                               | Майбутнє України                                                                                                | | Василь Андреєв              | Київ, вул. Євгена Сверстюка, 21, оф. 805                                               | 40651643   |
| 335 | 28 грудня 2016    |                                               | Дух Нації | | Марина Денисенко            | Дніпро, просп. Дмитра Яворницького, 99                                                 | 41056615   |
| 336 | 13 березня 2017   |                                               | Єдина Альтернатива                                                                                              | Союз міста і села | Володимир Мороз             | Київ, бульвар Лесі Українки, 28, корп. А, оф. 153                                      | 41208188   |
| 337 | 13 березня 2017   |                                               | Велика країна                                                                                                   | | Олександр Марченко          | Київ, вул. Дніпровська набережна, 19В, 264                                             | 41209333   |
| 338 | 17 березня 2017   |                                               | Успішна Україна                                                                                                 | Національний прагматизм | Павло Шевченко              | Київ, Віскозна вул., 9                                                                 | 41219912   |
| 339 | 24 жовтня 2018    |                                               | Рідне Закарпаття                                                                                                | Київська громада | Андрій Новицький            | Ужгород, вул. Собранецька, 138                                                         | 42622242   |
| 340 | 3 квітня 2019     |                                               | ПП «Блок Володимира Сальдо»                                                                                     | | Ірина Хруник                | Херсон, вул. Ярослава Мудрого 32, каб.11                                               | 42928370   |
| 341 | 9 квітня 2019     |                                               | Партія чернівчан                                                                                                | | Ольга Мартинюк              | Чернівці, вул. Олександра Доброго, 13, оф. 15                                          | 42939597   |
| 342 | 21 травня 2019    |                                               | Демократична Сокира                                                                                             | | Ігор Щедрин                 | Київ, провулок Василя Жуковського, 15, корпус 3                                        | 43012606   |
| 343 | 4 червня 2020     |                                               | ВАРТА (Всеукраїнський альянс регіональних і територіальних активістів)                                          | Разом | Сергій Рянкель              | Львів, вул. Чайковського, 17                                                           | 43648015   |
| 344 | 12 червня 2020    |                                               | Довіра | | Олена Київець               | Київ, вул. Інститутська, 18А, оф. 7                                                    | 43660598   |
| 345 | 30 червня 2020    |                                               | Команда Максима Єфімова «Наш Краматорськ»                                                                       | Рідна Київщина | Сергій Смірнов              | Краматорськ, вул. Марата, 8                                                            | 43684802   |
| 346 | 22 липня 2020     |                                               | Ідея Нації | За своїх | Орислава Савка              | Львів, вул. Зубрицького Д., 6                                                          | 43724237   |
| 347 | 27 липня 2020     |                                               | Екологічна Альтернатива                                                                                         | Досвід | Кристина Загоруйчик         | Київ, вул. Предславинська, 51                                                          | 43729366   |
| 348 | 31 липня 2020     |                                               | Національна платформа                                                                                           | | Катерина Одарченко          | Київ, вул. Євнена Коновальця, 36-Д, оф. 19                                             | 43740767   |
| 349 | 4 серпня 2020     |                                               | Добрі сусіди | | Віталій Жеребчук            | Житомирська обл., с. Новий Любар, вул. Гагаріна, 1                                     | 43746973   |
| 350 | 14 серпня 2020    |                                               | Лівобережна громада                                                                                             | Березанська громада | Олександр Окладний          | Київська обл., м. Березань, вул. Шевченків шлях, 50                                    | 43755380   |
| 351 | 27 серпня 2020    |                                               | Команда Михайлишина                                                                                             | Добробут | Наталія Оліфаренко          | Чернівці, вул. Кобилянської Ольги, 53, кв. 29                                          | 43775098   |
| 352 | 31 серпня 2020    |                                               | Місто щасливих людей                                                                                            | | Микола Полажинець           | Ужгород, вул. Франтішека Тіхого, 15/96                                                 | 43781583   |
| 353 | 11 вересня 2020   |                                               | Ми зможемо | | Тамара Островська           | Біла Церква, вул. Січневого прориву, 33А, кв. 32                                       | 43812862   |
| 354 | 25 вересня 2020   |                                               | Україна - наш дім                                                                                               | Рідний край | Борис Колесніков            | Київ, вул.Мечнікова, 2                                                                 | 43839329   |
| 355 | 30 листопада 2020 |                                               | Місто життя | | Віктор Середа               | Київ, вул. Академіка Туполєва, 16-ж, кв. 52                                            | 43983228   |
| 356 | 2 грудня 2020     |                                               | Українська альтернатива                                                                                         | Право вибору | Олена Мордуєва              | Київ, вул. Соловцова Миколи, 2, офіс 38                                                | 44042783   |
| 357 | 17 грудня 2020    |                                               | Порядок для України                                                                                             | | Олександр Мих               | Харківська обл., Шевченківський р., сщ/рада. Шевченківська, Майдан Свободи, 8, оф. 301 | 43958579   |
| 358 | 28 грудня 2020    |                                               | Рух до Європи                                                                                                   | | Любомир Удод                | Київ, вул. Володимира Покотила, 7/2                                                    | 44141650   |
| 359 | 11 січня 2021     |                                               | Українці | | Андрій Палкін               | Київ, вул. Менделєєва, 37                                                              | 43917087   |
| 360 | 13 січня 2021     |                                               | Центр | Добробут, Добробут для України | Олександр Ваховський        | Київ, вул. Героїв Космосу, 13, кв. 23                                                  | 44133409   |
| 361 | 15 січня 2021     |                                               | Досвід | | Лілія Авраменко             | Київська обл., м. Вишгород, пр. Шевченка Т., 6, кв. 180                                | 44057040   |
| 362 | 2 лютого 2021     |                                               | Сила єдності | Разом у майбутнє | Анатолій Гайворонський      | Дніпро, вул. Старокозацька, 52, офіс 359                                               | 43947242   |
| 363 | 22 лютого 2021    |                                               | Народна ініціатива                                                                                              | | Ольга Таран                 | Київ, вул. Жилянська, 101, кімната 10                                                  | 44081555   |
| 364 | 27 квітня 2021    |                                               | Мова | | Олександр Горган            | Київ, пров. Керамічний, 9/5, кв. 12                                                    | 44241034   |
| 365 | 27 травня 2021    |                                               | Гарант | | Валерій Токар               | Київ, пров. Феодосійський, 14-А, офіс 1                                                | 44182152   |
| 366 | 27 травня 2021    |                                               | Наше Місто | | Тарас Мошовський            | Київ, вул. Калнишевського Петра, 6, кв. 95                                             | 44194147   |
| 367 | 17 вересня 2021   |                                               | Рідна партія України                                                                                            | | Іван Решта                  | Житомирська обл., Житомирський р-н, с. Яструбна, вул. Шевченка, 33-Д                   | 44512517   |
| 368 | 19 жовтня 2021    |                                               | Соборність | | Володимир Чайковський       | Київ, вул. Запорожця Петра (Дніпровський р-н), 26-А, кв. 153                           | 44532308   |
| 369 | 15 грудня 2021    |                                               | Рішучих дій | | Сергій Железняк             | Київ, вул. Запорожця Петра (Дніпровський р-н), 26-А, кв. 153                           | 44493746   |
| 370 | 21 грудня 2021    |                                               | Дія | | Олена Басок                 | Полтавська обл., Кременчуцький р-н, місто Горішні Плавні, вул.Конституції, 42, кв. 5   | 44550044   |

## Парламентські політичні партії
| 1994 | 39 | 4 % | 15 |
| 1998 | 30 | 4 % | 8  |
| 2002 | 33 | 4 % | 6  |
| 2006 | 45 | 3 % | 5  |
| 2007 | 20 | 3 % | 5  |
| 2012 | 22 | 5 % | 5  |
| 2014 | 29 | 5 % | 6  |
| 2019 | 22 | 5 % | 5  |

| Депутатів у Верховній Раді України (з 1990)                | Депутатів у Верховній Раді України (з 1990) | Депутатів у Верховній Раді України (з 1990) | Депутатів у Верховній Раді України (з 1990) | Депутатів у Верховній Раді України (з 1990) | Депутатів у Верховній Раді України (з 1990) | Депутатів у Верховній Раді України (з 1990) | Депутатів у Верховній Раді України (з 1990) | Депутатів у Верховній Раді України (з 1990) | Депутатів у Верховній Раді України (з 1990) |
| Партія                                                     | 1990                                        | 1994                                        | 1998                                        | 2002                                        | 2006                                        | 2007                                        | 2012                                        | 2014                                        | 2019                                        |
| ---------------------------------------------------------- | ------------------------------------------- | ------------------------------------------- | ------------------------------------------- | ------------------------------------------- | ------------------------------------------- | ------------------------------------------- | ------------------------------------------- | ------------------------------------------- | ------------------------------------------- |
| Група 239 (Компартія України у складі КПРС)                | 239                                         | -1 !                                        | -1 !                                        | -1 !                                        | -1 !                                        | -1 !                                        | -1 !                                        | -1 !                                        | -1 !                                        |
| Народний рух України                                       | 125                                         | 20                                          | 46                                          | НУ                                          | НУ                                          | НУ                                          | –                                           | –                                           | –                                           |
| Партія демократичного відродження України                  | 41                                          | 4                                           | -1 !                                        | -1 !                                        | -1 !                                        | -1 !                                        | -1 !                                        | -1 !                                        | -1 !                                        |
| Демократиний союз\| (ДС-ДПУ)                               | −1 !                                        | -1 !                                        | -1 !                                        | ДС-ДПУ                                      | –                                           | –                                           | –                                           | –                                           | –                                           |
| Демократична партія України (ДПУ-ПЕВ, ДС-ДПУ)              | 19                                          | 2                                           | 2                                           | 5                                           | –                                           | –                                           | –                                           | –                                           | –                                           |
| Партія економічного відродження (ДПУ-ПЕВ)                  | −1 !                                        | 1                                           | ДПУ-ПЕВ                                     | –                                           | -1 !                                        | -1 !                                        | -1 !                                        | -1 !                                        | -1 !                                        |
| Комуністична партія України (1993 року)                    | −1 !                                        | 86                                          | 122                                         | 65                                          | 21                                          | 27                                          | 32                                          | -1 !                                        | -1 !                                        |
| Соціалістична партія України (Соц-Сел)                     | −1 !                                        | 14                                          | 35                                          | 22                                          | 33                                          | –                                           | –                                           | –                                           | –                                           |
| Селянська партія України (Соц-Сел)                         | −1 !                                        | 19                                          | Соц-Сел                                     | 1                                           | –                                           | –                                           | –                                           | –                                           | –                                           |
| Виборчий блок партій «Національний фронт» (НФ)             | −1 !                                        | −1 !                                        | 7                                           | 0 !                                         | 0 !                                         | 0 !                                         | 0 !                                         | 0 !                                         | 0 !                                         |
| Конгрес українських націоналістів                          | −1 !                                        | 5                                           | НФ                                          | НУ                                          | НУ                                          | –                                           | –                                           | –                                           | –                                           |
| Українська консервативна республіканська партія            | 0 !                                         | 2                                           | НФ                                          | -1 !                                        | -1 !                                        | -1 !                                        | -1 !                                        | -1 !                                        | -1 !                                        |
| Українська республіканська партія (1990 року)              | 12                                          | 8                                           | НФ                                          | БЮТ                                         | –                                           | –                                           | –                                           | –                                           | –                                           |
| УНА-УНСО                                                   | 0 !                                         | 1                                           | –                                           | 1                                           | –                                           | –                                           | –                                           | –                                           | –                                           |
| Партія праці (ПП-ЛПУ)                                      | 0 !                                         | 4                                           | 2                                           | -1 !                                        | -1 !                                        | -1 !                                        | -1 !                                        | -1 !                                        | -1 !                                        |
| Ліберальна партія України (ПП-ЛПУ)                         | 0 !                                         | –                                           | ПП-ЛПУ                                      | НУ                                          | –                                           | –                                           | –                                           | –                                           | –                                           |
| Соціал-демократична партія України                         | 0 !                                         | 2                                           | 75                                          | –                                           | –                                           | –                                           | –                                           | –                                           | –                                           |
| Християнсько-демократична партія України                   | 0 !                                         | 1                                           | 2                                           | –                                           | –                                           | –                                           | –                                           | –                                           | –                                           |
| Громадянський конгрес України (ГКУ-УПС)                    | 0 !                                         | 2                                           | 1                                           | –                                           | –                                           | –                                           | –                                           | –                                           | –                                           |
| Українська партія справедливості (ГКУ-УПС)                 | 0 !                                         | –                                           | ГКУ-УПС                                     | БЄ                                          | –                                           | –                                           | –                                           | –                                           | –                                           |
| Народно-демократична партія                                | -1 !                                        | -1 !                                        | 27                                          | ЗаЄд                                        | –                                           | –                                           | –                                           | –                                           | –                                           |
| Партія зелених України                                     | 0 !                                         | –                                           | 19                                          | –                                           | –                                           | –                                           | –                                           | –                                           | –                                           |
| ВО «Громада»                                               | -1 !                                        | -1 !                                        | 23                                          | –                                           | –                                           | –                                           | –                                           | –                                           | –                                           |
| Прогресивна соціалістична партія України                   | -1 !                                        | -1 !                                        | 17                                          | –                                           | –                                           | –                                           | –                                           | –                                           | –                                           |
| Соціал-демократична партія України (об'єднана)             | -1 !                                        | -1 !                                        | 17                                          | 27                                          | –                                           | –                                           | –                                           | –                                           | –                                           |
| Народна партія (Аграрна партія України, Литвин)            | -1 !                                        | -1 !                                        | 7                                           | ЗаЄд                                        | –                                           | 20                                          | 2                                           | –                                           | –                                           |
| Сильна Україна                                             | -1 !                                        | -1 !                                        | -1 !                                        | –                                           | –                                           | 20                                          | –                                           | 1                                           | –                                           |
| Реформи і порядок                                          | -1 !                                        | -1 !                                        | 4                                           | НУ                                          | –                                           | БЮТ                                         | –                                           | -1 !                                        | -1 !                                        |
| Християнсько-демократичний союз (ХДС-УХДП)                 | -1 !                                        | -1 !                                        | 3                                           | НУ                                          | НУ                                          | НУ                                          | –                                           | –                                           | –                                           |
| Українська християнсько-демократична партія (ХДС-УХДП)     | –                                           | –                                           | ХДС-УХДП                                    | –                                           | –                                           | –                                           | –                                           | –                                           | –                                           |
| Віче                                                       | 0 !                                         | –                                           | 1                                           | –                                           | –                                           | –                                           | –                                           | –                                           | –                                           |
| Партія регіонів (Партія регіонального відродження України) | -1 !                                        | -1 !                                        | 2                                           | ЗаЄд                                        | 186                                         | 175                                         | 185                                         | –                                           | –                                           |
| Всеукраїнська партія трудящих                              | –                                           | –                                           | 1                                           | –                                           | –                                           | –                                           | –                                           | –                                           | –                                           |
| Союз                                                       | -1 !                                        | -1 !                                        | 1                                           | –                                           | –                                           | –                                           | 1                                           | –                                           | –                                           |
| ВО «Свобода» (СНПУ-ДНУ)                                    | 0 !                                         | –                                           | 1                                           | 1                                           | –                                           | –                                           | 37                                          | 6                                           | 1                                           |
| ВО «Державна самостійність України» (СНПУ-ДНУ)             | –                                           | –                                           | СНПУ-ДНУ                                    | –                                           | -1 !                                        | -1 !                                        | -1 !                                        | -1 !                                        | -1 !                                        |
| Блок «Наша Україна» (НУ)                                   | -1 !                                        | -1 !                                        | -1 !                                        | 112                                         | 81                                          | 72                                          | -1 !                                        | -1 !                                        | -1 !                                        |
| Молодіжна партія України                                   | -1 !                                        | -1 !                                        | -1 !                                        | НУ                                          | –                                           | –                                           | –                                           | –                                           | –                                           |
| Європейська Солідарність (Солідарність)                    | -1 !                                        | -1 !                                        | -1 !                                        | НУ                                          | –                                           | –                                           | –                                           | 132                                         | 25                                          |
| Партія «Вперед, Україно!»                                  | -1 !                                        | -1 !                                        | -1 !                                        | НУ                                          | –                                           | НУ                                          | –                                           | –                                           | –                                           |
| Республіканська християнська партія                        | -1 !                                        | -1 !                                        | -1 !                                        | НУ                                          | –                                           | –                                           | –                                           | –                                           | –                                           |
| Українська народна партія                                  | -1 !                                        | -1 !                                        | -1 !                                        | НУ                                          | –                                           | НУ                                          | –                                           | –                                           | –                                           |
| За єдину Україну! (ЗаЄд)                                   | -1 !                                        | -1 !                                        | -1 !                                        | 121                                         | -1 !                                        | -1 !                                        | -1 !                                        | -1 !                                        | -1 !                                        |
| Трудова Україна                                            | -1 !                                        | -1 !                                        | -1 !                                        | ЗаЄд                                        | –                                           | –                                           | –                                           | –                                           | –                                           |
| Партія промисловців і підприємців України                  | -1 !                                        | -1 !                                        | -1 !                                        | ЗаЄд                                        | НУ                                          | –                                           | –                                           | –                                           | –                                           |
| Блок Юлії Тимошенко (БЮТ)                                  | -1 !                                        | -1 !                                        | -1 !                                        | 22                                          | 129                                         | 156                                         | -1 !                                        | -1 !                                        | -1 !                                        |
| ВО «Батьківщина»                                           | -1 !                                        | -1 !                                        | -1 !                                        | БЮТ                                         | БЮТ                                         | БЮТ                                         | 101                                         | 19                                          | 26                                          |
| Українська республіканська партія «Собор»                  | -1 !                                        | -1 !                                        | -1 !                                        | БЮТ                                         | НУ                                          | НУ                                          | –                                           | –                                           | –                                           |
| Україна — Вперед!                                          | -1 !                                        | -1 !                                        | -1 !                                        | БЮТ                                         | БЮТ                                         | БЮТ                                         | –                                           | –                                           | –                                           |
| Партія національно-економічного розвитку України           | -1 !                                        | -1 !                                        | –                                           | 1                                           | –                                           | –                                           | –                                           | –                                           | –                                           |
| Українська морська партія Сергія Ківалова                  | –                                           | –                                           | –                                           | 1                                           | –                                           | –                                           | –                                           | –                                           | –                                           |
| Блок «Єдність» (БЄ)                                        | -1 !                                        | -1 !                                        | -1 !                                        | 4                                           | -1 !                                        | -1 !                                        | -1 !                                        | -1 !                                        | -1 !                                        |
| Українська партія «Єдність»                                | -1 !                                        | -1 !                                        | -1 !                                        | БЄ                                          | –                                           | –                                           | –                                           | –                                           | –                                           |
| Політична партія «Молода Україна»                          | –                                           | –                                           | –                                           | БЄ                                          | –                                           | –                                           | –                                           | –                                           | –                                           |
| Соціал-демократичний Союз                                  | -1 !                                        | -1 !                                        | -1 !                                        | БЄ                                          | –                                           | –                                           | –                                           | –                                           | –                                           |
| Наша Україна                                               | -1 !                                        | -1 !                                        | -1 !                                        | -1 !                                        | НУ                                          | НУ                                          | –                                           | –                                           | –                                           |
| Європейська партія України                                 | -1 !                                        | -1 !                                        | -1 !                                        | -1 !                                        | -1 !                                        | НУ                                          | –                                           | –                                           | –                                           |
| Пора!                                                      | -1 !                                        | -1 !                                        | -1 !                                        | -1 !                                        | –                                           | НУ                                          | –                                           | –                                           | –                                           |
| Партія захисників Вітчизни                                 | -1 !                                        | -1 !                                        | -1 !                                        | –                                           | –                                           | НУ                                          | –                                           | –                                           | –                                           |
| УДАР                                                       | -1 !                                        | -1 !                                        | -1 !                                        | -1 !                                        | –                                           | –                                           | 40                                          | –                                           | –                                           |
| Єдиний центр (Партія Приватної Власності)                  | -1 !                                        | -1 !                                        | -1 !                                        | –                                           | –                                           | –                                           | 3                                           | –                                           | 1                                           |
| Радикальна партія Олега Ляшка (УРДП)                       | -1 !                                        | -1 !                                        | -1 !                                        | -1 !                                        | -1 !                                        | -1 !                                        | 1                                           | 22                                          | –                                           |
| Народний фронт                                             | -1 !                                        | -1 !                                        | -1 !                                        | -1 !                                        | -1 !                                        | -1 !                                        | -1 !                                        | 82                                          | –                                           |
| Самопоміч                                                  | -1 !                                        | -1 !                                        | -1 !                                        | -1 !                                        | -1 !                                        | -1 !                                        | -1 !                                        | 33                                          | 1                                           |
| Опозиційний блок                                           | -1 !                                        | -1 !                                        | -1 !                                        | -1 !                                        | -1 !                                        | -1 !                                        | -1 !                                        | 29                                          | 6                                           |
| Заступ                                                     | -1 !                                        | -1 !                                        | -1 !                                        | -1 !                                        | -1 !                                        | -1 !                                        | –                                           | 1                                           | –                                           |
| Воля                                                       | -1 !                                        | -1 !                                        | -1 !                                        | -1 !                                        | -1 !                                        | -1 !                                        | –                                           | 1                                           | –                                           |
| Правий сектор                                              | -1 !                                        | -1 !                                        | -1 !                                        | -1 !                                        | -1 !                                        | -1 !                                        | -1 !                                        | 1                                           | –                                           |
| Слуга народу                                               | -1 !                                        | -1 !                                        | -1 !                                        | -1 !                                        | -1 !                                        | -1 !                                        | -1 !                                        | -1 !                                        | 254                                         |
| Опозиційна платформа — За життя                            | -1 !                                        | -1 !                                        | -1 !                                        | -1 !                                        | -1 !                                        | -1 !                                        | -1 !                                        | -1 !                                        | 43                                          |
| Голос                                                      | -1 !                                        | -1 !                                        | -1 !                                        | -1 !                                        | -1 !                                        | -1 !                                        | -1 !                                        | -1 !                                        | 20                                          |
| Безпартійні                                                | 6                                           | 168                                         | 105                                         | 66                                          | -1 !                                        | -1 !                                        | 43                                          | 96                                          | 46                                          |
|                                                            |                                             |                                             |                                             |                                             |                                             |                                             |                                             |                                             |                                             |